# Artimpaza odontoceroides
Artimpaza odontoceroides là một loài bọ cánh cứng trong họ Cerambycidae.